# Formato de compresión de video

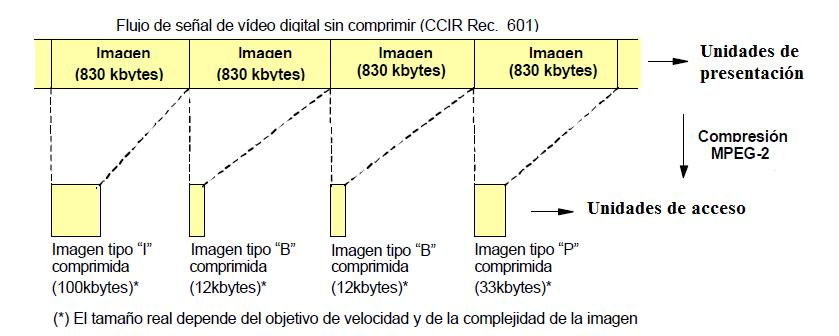
Compresión MPEG-2 de la señal de vídeo digital.

Un formato de compresión de video (o una especificación de compresión de video) es una implementación para representar digitalmente un video como un archivo o un bitstream mediante la compresión de video, necesaria para la transmisión de datos debido a que la gran cantidad de datos implicados en estas aplicaciones a menudo exceden de forma notoria las capacidades de procesamiento del hardware de hoy en día, a pesar de los avances rápidos en semiconductores, computadoras y otras industrias relacionadas.
La compresión de video es un proceso mediante el cual la imagen del video es reducida de forma de que cumpla con un bit rate requerido, mientras que la calidad de la imagen reconstruida satisface un requisito para una aplicación. Esta compresión busca que la transmisión de video sea más eficiente. 
Pueden citarse como ejemplos de formatos de compresión de video a H.262/MPEG-2 Parte 2, MPEG-4 Parte 2, H.264 (MPEG-4 Parte 10), Theora, Dirac, RealVideo RV40, VP8 y HEVC. Asimismo, se denomina un códec de video a una implementación de software o hardware de compresión o descompresión de video usando un formato específico de compresión de video; por ejemplo, Xvid, que implementa codificación y decodificación de video utilizando el formato de compresión MPEG-4 Parte 2 en software.